# П'єріно Праті
П'єріно Праті (італ. Pierino Prati, * 13 грудня 1946, Чинізелло-Бальсамо — 22 червня 2020) — колишній італійський футболіст, нападник.
Насамперед відомий виступами за клуби «Мілан» та «Рома», а також національну збірну Італії.
Чемпіон Італії. Дворазовий володар Кубка Італії. Володар Кубка чемпіонів УЄФА. Дворазовий володар Кубка Кубків УЄФА. Володар Міжконтинентального кубка. У складі збірної — чемпіон Європи.

## Клубна кар'єра
Вихованець футбольної школи клубу «Мілан».
У дорослому футболі дебютував 1965 року виступами за команду клубу «Салернітана», в якій провів один сезон, взявши участь у 19 матчах чемпіонату.
Згодом з 1966 по 1967 рік грав у складі команд клубів «Мілан» та «Савона».
Своєю грою за останню команду знову привернув увагу представників тренерського штабу клубу «Мілан», до складу якого повернувся 1967 року. Цього разу відіграв за «россонері» наступні шість сезонів своєї ігрової кар'єри. Більшість часу, проведеного у складі «Мілана», був основним гравцем атакувальної ланки команди. У складі «Мілана» був одним з головних бомбардирів команди, маючи середню результативність на рівні 0,51 голу за гру першості. За цей час виборов титул чемпіона Італії, ставав володарем Кубка Італії (двічі), Кубка чемпіонів УЄФА, Кубка Кубків УЄФА (двічі), Міжконтинентального кубка.
1973 року уклав контракт з клубом «Рома», у складі якого провів наступні чотири роки своєї кар'єри гравця. Граючи у складі «Роми» також здебільшого виходив на поле в основному складі команди. В новому клубі був серед найкращих голеодорів, відзначаючись забитим голом в середньому щонайменше у кожній третій грі чемпіонату.
З 1977 року захищав кольори клубів «Фіорентина», американського «Рочестер Лансерс» та представника Серії C2 «Савона», в якому завершив професійну ігрову кар'єру у 1981.

## Виступи за збірну
1968 року дебютував в офіційних матчах у складі національної збірної Італії. Протягом кар'єри у національній команді, яка тривала 7 років, провів у формі головної команди країни лише 14 матчів, забивши 7 голів. У складі збірної був учасником домашнього чемпіонату Європи 1968 року, на якому італійці стали континентальними чемпіонами, а також чемпіонату світу 1970 року у Мексиці, де разом з командою здобув «срібло».
| Дата       | Місто          | Господарі | Результат  | Гості     | Турнір             | Голи | Примітки |
| ---------- | -------------- | --------- | ---------- | --------- | ------------------ | ---- | -------- |
| 6-4-1968   | Софія (місто)  | Болгарія  | 3 – 2      | Італія    | Відбір до ЧЄ 1968  | 1    |          |
| 20-4-1968  | Неаполь        | Італія    | 2 – 0      | Болгарія  | Відбір до ЧЄ 1968  | 1    |          |
| 5-6-1968   | Неаполь        | Італія    | 0 – 0 д.ч. | СРСР      | ЧЄ 1968 - півфінал | -    |          |
| 8-6-1968   | Рим            | Італія    | 1 – 1 д.ч. | Югославія | ЧЄ 1968 - Фінал    | -    |          |
| 5-1-1969   | Мехіко         | Мексика   | 1 – 1      | Італія    | товариський матч   | -    |          |
| 29-3-1969  | Східний Берлін | НДР       | 2 – 2      | Італія    | Відбір до ЧС 1970  | -    |          |
| 8-12-1970  | Флоренція      | Італія    | 3 – 0      | Ірландія  | Відбір до ЧЄ 1972  | 1    |          |
| 20-2-1971  | Кальярі        | Італія    | 1 – 2      | Іспанія   | товариський матч   | -    |          |
| 10-5-1971  | Дублін         | Ірландія  | 1 – 2      | Італія    | Відбір до ЧЄ 1972  | 1    |          |
| 9-6-1971   | Стокгольм      | Швеція    | 0 – 0      | Італія    | Відбір до ЧЄ 1972  | -    |          |
| 20-11-1971 | Рим            | Італія    | 2 – 2      | Австрія   | Відбір до ЧЄ 1972  | 1    |          |
| 17-6-1972  | Бухарест       | Румунія   | 3 – 3      | Італія    | товариський матч   | 2    |          |
| 21-6-1972  | Софія (місто)  | Болгарія  | 1 – 1      | Італія    | товариський матч   | -    |          |
| 28-9-1974  | Загреб         | Югославія | 1 – 0      | Італія    | товариський матч   | -    |          |
| Усього     |                | Матчів    | 14         |           | Голів (49 місце)   | 7    |          |

## Титули і досягнення

### Командні
- Чемпіон Італії (1):

«Мілан»: 1967–68
- Володар Кубка Італії (2):

«Мілан»: 1971–72, 1972–73
- Володар Кубка європейських чемпіонів (1):

«Мілан»: 1968–69
- Володар Кубка Кубків УЄФА (2):

«Мілан»: 1967–68, 1972–73
- Володар Міжконтинентального кубка (1):

«Мілан»: 1969
- Чемпіон Європи: 1968
- Віце-чемпіон світу: 1970

### Особисті
- Найкращий бомбардир Серії A (1):

1967–68 (15)